# Seznam dílů seriálu Yellowstone
Toto je seznam dílů seriálu Yellowstone.

## Přehled řad
| Řada | Díly | Premiéra v USA     | Premiéra v USA | Premiéra v ČR  | Premiéra v ČR |
| Řada | Díly | První díl          | Poslední díl   | První díl      | Poslední díl  |
| ---- | ---- | ------------------ | -------------- | -------------- | ------------- |
| 1    | 9    | 20. června 2018    | 22. srpna 2018 | 18. února 2023 | bude oznámeno |
| 2    | 10   | 19. června 2019    | 28. srpna 2019 | bude oznámeno  | bude oznámeno |
| 3    | 10   | 21. června 2020    | 23. srpna 2020 | bude oznámeno  | bude oznámeno |
| 4    | 10   | 7. listopadu 2021  | 2. ledna 2022  | bude oznámeno  | bude oznámeno |
| 5    | 14   | 13. listopadu 2022 | bude oznámeno  | bude oznámeno  | bude oznámeno |

## Seznam dílů

### První řada (2018)
| Č. v seriálu | Č. v řadě | Původní název            | Český název | Režie           | Scénář                                                       | Premiéra v USA    | Premiéra v ČR   |
| ------------ | --------- | ------------------------ | ----------- | --------------- | ------------------------------------------------------------ | ----------------- | --------------- |
| 1            | 1         | Daybreak                 |             | Taylor Sheridan | námět: Taylor Sheridan a John Linson scénář: Taylor Sheridan | 20. června 2018   | 18. února 2023  |
| 2            | 2         | Kill the Messenger       |             | Taylor Sheridan | námět: Taylor Sheridan a John Linson scénář: Taylor Sheridan | 27. června 2018   | 20. února 2023  |
| 3            | 3         | No Good Horses           |             | Taylor Sheridan | Taylor Sheridan                                              | 11. července 2018 | 27. února 2023  |
| 4            | 4         | The Long Black Train     |             | Taylor Sheridan | Taylor Sheridan                                              | 18. července 2018 | 6. března 2023  |
| 5            | 5         | Coming Home              |             | Taylor Sheridan | Taylor Sheridan                                              | 25. července 2018 | 13. března 2023 |
| 6            | 6         | The Remembering          |             | Taylor Sheridan | Taylor Sheridan                                              | 1. srpna 2018     | 25. března 2023 |
| 7            | 7         | The Remembering          |             | Taylor Sheridan | Taylor Sheridan                                              | 8. srpna 2018     | 27. března 2023 |
| 8            | 8         | The Unravelling (Part 1) |             | Taylor Sheridan | Taylor Sheridan                                              | 15. srpna 2018    | bude oznámeno   |
| 9            | 9         | The Unravelling (Part 2) |             | Taylor Sheridan | Taylor Sheridan                                              | 22. srpna 2018    | bude oznámeno   |

### Druhá řada (2019)
| Č. v seriálu | Č. v řadě | Původní název           | Český název | Režie          | Scénář                                       | Premiéra v USA    | Premiéra v ČR |
| ------------ | --------- | ----------------------- | ----------- | -------------- | -------------------------------------------- | ----------------- | ------------- |
| 10           | 1         | A Thundering            |             | Ed Bianchi     | Taylor Sheridan a John Coveny                | 19. června 2019   |               |
| 11           | 2         | New Beginnings          |             | Ed Bianchi     | Taylor Sheridan                              | 26. června 2019   |               |
| 12           | 3         | The Reek of Desperation |             | Stephen Kay    | Taylor Sheridan                              | 10. července 2019 |               |
| 13           | 4         | Only Devils Left        |             | Stephen Kay    | Brett Conrad a Taylor Sheridan               | 17. července 2019 |               |
| 14           | 5         | Touching Your Enemy     |             | John Dahl      | John Coveny, Ian McCulloch a Taylor Sheridan | 24. července 2019 |               |
| 15           | 6         | Blood the Boy           |             | John Dahl      | Brett Conrad a Taylor Sheridan               | 31. července 2019 |               |
| 16           | 7         | Resurrection Day        |             | Ben Richardson | John Coveny, Ian McCulloch a Taylor Sheridan | 7. srpna 2019     |               |
| 17           | 8         | Behind Us Only Grey     |             | Ben Richardson | Brett Conrad a Taylor Sheridan               | 14. srpna 2019    |               |
| 18           | 9         | Enemies by Monday       |             | Guy Ferland    | Taylor Sheridan a Eric Beck                  | 21. srpna 2019    |               |
| 19           | 10        | Sins of the Father      |             | Guy Ferland    | Taylor Sheridan a Eric Beck                  | 28. srpna 2019    |               |

### Třetí řada (2020)
| Č. v seriálu | Č. v řadě | Původní název               | Český název | Režie           | Scénář          | Premiéra v USA    | Premiéra v ČR |
| ------------ | --------- | --------------------------- | ----------- | --------------- | --------------- | ----------------- | ------------- |
| 20           | 1         | You're the Indian Now       |             | Stephen Kay     | Taylor Sheridan | 21. června 2020   |               |
| 21           | 2         | Freight Trains and Monsters |             | Stephen Kay     | Taylor Sheridan | 28. června 2020   |               |
| 22           | 3         | An Acceptable Surrender     |             | John Dahl       | Taylor Sheridan | 5. července 2020  |               |
| 23           | 4         | Going Back to Cali          |             | John Dahl       | Taylor Sheridan | 12. července 2020 |               |
| 24           | 5         | Cowboys and Dreamers        |             | Christina Voros | Taylor Sheridan | 19. července 2020 |               |
| 25           | 6         | All for Nothing             |             | Christina Voros | Taylor Sheridan | 26. července 2020 |               |
| 26           | 7         | The Beating                 |             | Guy Ferland     | Taylor Sheridan | 2. srpna 2020     |               |
| 27           | 8         | I Killed a Man Today        |             | Guy Ferland     | Taylor Sheridan | 9. srpna 2020     |               |
| 28           | 9         | Meaner Than Evil            |             | Stephen Kay     | Taylor Sheridan | 16. srpna 2020    |               |
| 29           | 10        | The World Is Purple         |             | Stephen Kay     | Taylor Sheridan | 23. srpna 2020    |               |

### Čtvrtá řada (2021–2022)
| Č. v seriálu | Č. v řadě | Původní název                                  | Český název | Režie                     | Scénář          | Premiéra v USA     | Premiéra v ČR |
| ------------ | --------- | ---------------------------------------------- | ----------- | ------------------------- | --------------- | ------------------ | ------------- |
| 30           | 1         | Half the Money                                 |             | Stephen Kay               | Taylor Sheridan | 7. listopadu 2021  |               |
| 31           | 2         | Phantom Pain                                   |             | Stephen Kay               | Taylor Sheridan | 7. listopadu 2021  |               |
| 32           | 3         | All I See Is You                               |             | Guy Ferland               | Taylor Sheridan | 14. listopadu 2021 |               |
| 33           | 4         | Winning or Learning                            |             | Guy Ferland               | Taylor Sheridan | 21. listopadu 2021 |               |
| 34           | 5         | Under a Blanket of Red                         |             | Christina Alexandra Voros | Taylor Sheridan | 28. listopadu 2021 |               |
| 35           | 6         | I Want to Be Him                               |             | Christina Alexandra Voros | Taylor Sheridan | 5. prosince 2021   |               |
| 36           | 7         | Keep the Wolves Close                          |             | Taylor Sheridan           | Taylor Sheridan | 12. prosince 2021  |               |
| 37           | 8         | No Kindness for the Coward                     |             | Taylor Sheridan           | Taylor Sheridan | 19. prosince 2021  |               |
| 38           | 9         | No Such Thing as Fair                          |             | Stephen Kay               | Taylor Sheridan | 26. prosince 2021  |               |
| 39           | 10        | Grass on the Streets and Weeds on the Rooftops |             | Stephen Kay               | Taylor Sheridan | 2. ledna 2022      |               |

### Pátá řada (2022–2023)
| Č. v seriálu | Č. v řadě | Původní název                         | Český název | Režie                     | Scénář          | Premiéra v USA     | Premiéra v ČR |
| ------------ | --------- | ------------------------------------- | ----------- | ------------------------- | --------------- | ------------------ | ------------- |
| 40           | 1         | One Hundred Years Is Nothing          |             | Stephen Kay               | Taylor Sheridan | 13. listopadu 2022 |               |
| 41           | 2         | The Sting of Wisdom                   |             | Stephen Kay               | Taylor Sheridan | 3. listopadu 2022  |               |
| 42           | 3         | Tall Drink of Water                   |             | Christina Alexandra Voros | Taylor Sheridan | 20. listopadu 2022 |               |
| 43           | 4         | Horses in Heaven                      |             | Christina Alexandra Voros | Taylor Sheridan | 27. listopadu 2022 |               |
| 44           | 5         | Watch'em Ride Away                    |             | Christina Alexandra Voros | Taylor Sheridan | 4. prosince 2022   |               |
| 45           | 6         | Cigarettes, Whiskey, a Meadow and You |             | Stephen Kay               | Taylor Sheridan | 11. prosince 2022  |               |
| 46           | 7         | The Dream Is Not Me                   |             | Stephen Kay               | Taylor Sheridan | 18. prosince 2022  |               |
| 47           | 8         | A Knife and No Coin                   |             | Christina Alexandra Voros | Taylor Sheridan | 1. ledna 2023      |               |